# Гіпсокартон

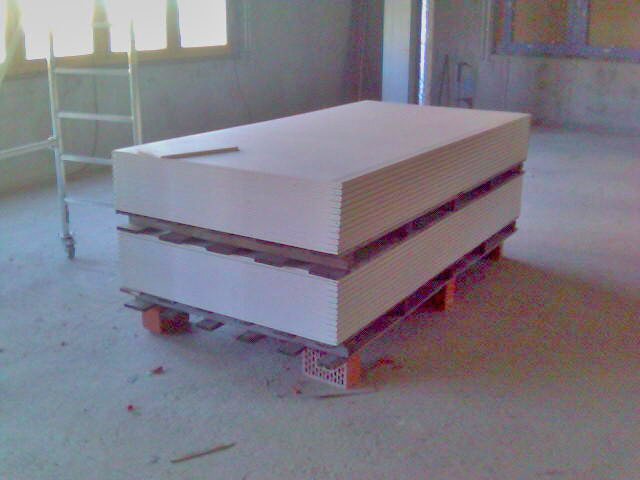
Штапель листів гіпсокартону

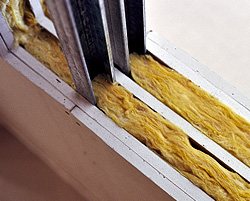

Арковий гіпсокартон. Ілюстрація 3 1952. СРСР

Гіпсокарто́н («аркуш гіпсокартонний», «суха гіпсова штукатурка» (англ. «drywall»)) — обробний будівельний матеріал, що є аркушем, що складається з двох шарів будівельного паперу (картону) і сердечника з шару затверділого гіпсового тіста з наповнювачами. Призначається для опорядження та влаштування неопорних стін, перегородок, підвісних стель, приміщень сухих і нормальних щодо умов експлуатації, вогнезахисту конструкцій, а також для виготовлення декоративних і звукопоглинальних виробів.
Стандартна ширина аркуша — 120 см.
Гіпсокартон виготовляється з гіпсу, здатного регулювати вологість повітря в приміщенні завдяки своїй пористій структурі.
Гіпсокартон винайшли в XIX столітті в США. Це зробив Августин Сакетт, який був власником паперової фабрики. Пошуки нових ринків вживання паперу привели до винаходу «будівельної дошки», завтовшки 15 мм. Це був «пиріг» з 10 шарів паперу, які скріплювали тонку смугу гіпсу. Августин Сакетт отримав патент на цей будматеріал. Але це був лише прообраз сучасного гіпсокартону. У тому вигляді, який зараз є прийнятим стандартом, гіпсокартон представив і запатентував американський інженер Кларенс Утсман.
Із загальної маси аркуша приблизно 93 % припадає на двоводний гіпс, 6 % — на картон, 1 % маси складають вода, крохмаль та органічні поверхнево-активні речовини.
Гіпсокартонні аркуші приклеюють до облицювальних поверхонь гіпсовими мастиками, або кріпляться на обрешетування (дерев'яний або металевий оцинкований каркас) шурупами через кожних 15-20 см.
Розрізняють звичайний гіпсокартон (ГКЛ) і вологостійкий гіпсокартон (ГКЛВ), а також вогнетривкий відповідно ГКЛО і ГКЛВО. Вологостійкий гіпсокартон призначений для робіт у вологих приміщеннях (наприклад, у ванних кімнатах). Існує також гіпсоволокнистий аркуш, що відрізняється підвищеною міцністю і вогнестійкістю.
Гіпсокартон це відносно нове явище в Україні, але він широко відомий за кордоном і має довгу історію. Він був одним з найважливіших будівельних матеріалів в США ще в 1945 році. До цього дня Сполучені Штати залишаються одним з найбільших світових споживачів гіпсокартону. У Радянському Союзі гіпсокартон вироблявся та експериментально використовувався ще з 50-х років XX століття.

## Застосування
Гіпсокартон надійно прижився на будівництвах — це простий в роботі, недорогий, зручний і практичний матеріал для виготовлення стін (перегородок) і їхнього вирівнювання (наприклад, для підготовки стіни до укладання кахлю).
У простому варіанті така перегородка складається з ґратчастого каркаса, що складається з вертикальних брусів на відстані 40..60 см один від одного, на які з двох сторін кріпиться гіпсокартон. У житлових будинках за кордоном каркас, як правило, дерев'яний (у США типове використання дерев'яних брусів перетином в 1,5 на 3,5 дюйма, т.з. «2×4»), в Україні частіше використовуються металеві профілі. Популярний простий метод звукоізоляції, при якому вертикальні бруси ставляться зигзагом (так, щоб жоден брусок не стикався одночасно з листами з обох боків стіни), а простір між листами заповнюється скловатою. Виїмки від шурупів і стикування гіпсокартонних листів покриваються шпаклюванням і після висихання шліфуються абразивним наждачним папером, після чого закінчена стіна може фарбуватися стандартними методами.
Гіпсокартон також широко використовується для виготовлення багаторівневих стель. Профіль для гіпсокартону напрямний стельовий ПН 100×40 служить напрямною при монтажі каркаса підвісної стелі, а також облицювання стін. При монтажі каркаса підвісної стелі ПН-профіль кріпиться по периметру приміщення. В разі установки каркаса облицювання, профіль кріпиться до підлоги та стелі. Профіль напрямний стельовий виробляється методом холодного вальцювання з оцинкованої металевої стрічки завтовшки 0,5 мм.

## Стандартні розміри
Основний постачальник на ринок України компанія Knauf, як і багато інших виробників, постачає гіпсокартон таких розмірів:
- 3000 мм х 1200 мм х 12.5 мм;
- 2500 мм х 1200 мм х 12.5 мм;
- 2000 мм х 1200 мм х 12.5 мм;

У інших виробників товщина може становити 9.5 мм, товщина аркового гіпсокартону 6,5 мм